# Erber György
Erber György (Kočevje, 1660. szeptember 20. – Buda, 1715. május 15.) német jezsuita pap, tanár.

## Élete
16 éves korában lépett a rendbe; letette a negyedik fogadalmat. Miután a bölcseletet és teológiát Görzben, Linzben és Passauban több évig tanította; térítőnek ment Kelet-Indiába; onnét visszatért és mikor Magyarországban a pestis uralkodott, ide kívánkozott és Budán rektor lett. Azonban a pestisbe esett katonák között többször megfordulván, ő is pestist kapott, s elhunyt.

## Munkái
- Fasciculus Rubricarum utriusque Juris. Lincii, 1713.
- Discursus de legum acceptione. Uo. 1713.